# Erin Dilly
Erin Dilly (Royal Oak, 12 maggio 1972) è un'attrice e cantante statunitense.
Ha recitato soprattutto in musical: Follies (Broadway, 2001), Into the Woods (Broadway, 2002), Chitty Chitty Bang Bang (Broadway, 2005; nominata al Tony Award alla miglior attrice protagonista in un musical), Nice Work if you Can Get It (Broadway, 2012) e altri ancora.
Ha recitato anche in alcune serie televisive (Gossip Girl, Elementary, Boardwalk Empire - L'impero del crimine, The Good Wife) e film (Julie & Julia).

## Filmografia

### Cinema
- Julie & Julia, regia di Nora Ephron (2009)

### Televisione
- Law & Order - I due volti della giustizia (Law & Order) – serie TV, 2 episodi (2001, 2009)
- Law & Order: Criminal Intent - serie TV, episodi 2x05, 9x08 (2002, 2010)
- Law & Order - Unità vittime speciali (Law & Order: Special Victims Unit) – serie TV, 2 episodi (2010, 2019)
- Gossip Girl - serie TV, episodio 5x13 (2012)
- Elementary - serie TV, episodio 1x03 (2012)
- The Good Wife - serie TV, episodi 5x04-5x05 (2013)
- Boardwalk Empire - L'impero del crimine (Boardwalk Empire) - serie TV, 4 episodi (2014)
- Person of Interest - serie TV, episodio 4x21 (2015)
- Blue Bloods - serie TV, episodio 7x11 (2017)
- Bull - serie TV, 2 episodi (2018-2019)
- The Night Agent - serie TV, 3 episodi (2025)

## Doppiatrici italiane
Nelle versioni in italiano delle opere in cui ha recitato, Erin Dilly è stata doppiata da:
- Anna Lana in Law & Order: Criminal Intent (ep. 2x05)
- Claudia Catani in Blue Bloods
- Valentina Mari in Bull
- Alessandra Korompay in Law & Order - Unità vittime speciali (ep. 20x21)
- Tiziana Avarista in The Night Agent